# R. Charleroi SC
A R. Charleroi SC egy labdarúgócsapat Belgiumban, székhelye Charleroi Hainaut tartományban. Hazai mérkőzéseit a Stade du Pays de Charleroi-ban játssza, amely 24 891 férőhelyes.

## Sikerek
Jupiler League
- Ezüstérmes (1): 1968–69

Challenge League
- Győztes (2): 1946–47, 2011–12

Belga Kupa
- Döntős (2): 1977–78, 1992–93

## Jelenlegi keret
- Firssítés: 2015. február 5.

| #  |     | Poszt | Név               |
| -- | --- | ----- | ----------------- |
| 1  | FRA | K     | Nicolas Penneteau |
| 3  | FRA | V     | Steeven Willems   |
| 4  | BEL | V     | Jonathan Vervoort |
| 5  | BEL | V     | Robin Leemans     |
| 6  | BEL | V     | Sébastien Dewaest |
| 7  | FRA | KP    | Clément Tainmont  |
| 8  | ESP | V     | Martos            |
| 9  | FRA | CS    | Cédric Fauré      |
| 10 | SEN | KP    | Mohamed Daf       |
| 13 | SEN | KP    | Christophe Diandy |
| 15 | BEL | K     | Valentin Baume    |
| 17 | GRE | V     | Stergos Marinos   |
| 19 | ANG | KP    | Clinton Mata      |

| #  |     | Poszt | Név                              |
| -- | --- | ----- | -------------------------------- |
| 20 | BEL | KP    | Jessy Gálvez López               |
| 22 | BEL | V     | Guillaume François               |
| 23 | BEL | KP    | Karel Geraerts                   |
| 25 | FRA | KP    | Damien Marcq                     |
| 26 | MLI | CS    | Kalifa Coulibaly                 |
| 28 | BEL | KP    | Enes Saglik                      |
| 35 | COD | K     | Parfait Mandanda                 |
| 41 | CGO | V     | Francis N'Ganga (csapatkapitány) |
| 80 | BEL | KP    | Kenneth Houdret                  |
| 88 | COD | KP    | Dieumerci Ndongala               |
| 92 | COD | KP    | Neeskens Kebano                  |
| 99 | FRA | CS    | Lynel Kitambala                  |

## Híres játékosok
| Belgium - Philippe Albert - Roberto Bisconti - Toni Brogno - Laurent Ciman - Alexandre Czerniatynski - Frank Defays - Philippe Desmet - Grégory Dufer - Raymond Mommens - Olivier Renard - Enzo Scifo - Tim Smolders - François Sterchele - Olivier Suray - René Thirifays - Daniel Van Buyten - Leo Van Der Elst - Eric Van Meir Algéria - Adlène Guedioura - Nasreddine Kraouche Argentína - Cristian Leiva Ausztrália - Graham Arnold - Eddie Krncevic Bosznia-Hercegovina - Enver Hadziabdic Brazília - Dante - Eduardo Burkina Faso - Badou Kere Kamerun - Jean-Jacques Missé-Missé Chile - Osvaldo Hurtado - Francisco Ugarte Horvátország - Nikola Jerkan - Marjan Mrmić Anglia - Carl Airey - Laurie Cunningham - Michael Harrison - John McGinlay Franciaország - Fabien Camus - Michaël Ciani - Bertrand Laquait - Laurent Macquet - Loris Reina | Guinea - Ousmane Bangoura - Kanfory Sylla Magyarország - Balog Tibor - Bukrán Gábor - Garaba Imre - Gulyás István - Jován Róbert - Lendvai Miklós - Petry Zsolt - Pisont István Irán - Hossein Sadaghiani - Dariush Yazdani - Alireza Emamifar - Mohammad Reza Mahdavi - Mehrdad Minavand Írország - Gary Waddock Luxemburg - Nico Braun Macedónia - Čedomir Janevski Marokkó - Majid Oulmers Hollandia - Chris Dekker Nigéria - Joseph Akpala - Victor Ikpeba Lengyelország - Mirosław Justek - Kazimierz Kmiecik Románia - Rodion Cămătaru Sierra Leone - Ibrahim Kargbo - Mustapha Sama Svédország - Lars Eriksson - Pär Zetterberg Togo - Adékambi Olufadé Ukrajna - Serhiy Serebrennikov |

## Európai kupamérkőzések
2008 decembere szerint
| Szezon                           | Kiírás              | Forduló       |             | Csapat           | Hazai | Vendég |
| -------------------------------- | ------------------- | ------------- | ----------- | ---------------- | ----- | ------ |
| 1969–1970-es vásárvárosok kupája | Vásárvárosok kupája | 1.            | CRO         | NK Zagreb        | 2-1   | 3-1    |
| 1969–1970-es vásárvárosok kupája | Vásárvárosok kupája | 2.            | FRA         | FC Rouen         | 3-1   | 0-2    |
| 1994-95                          | UEFA-kupa           | 1.            | Románia     | Rapid Bucuresti  | 2-1   | 0-2    |
| 1995                             | Intertotó-kupa      | 10-es csoport | Izrael      | Beitar Jerusalem |       | 1-0    |
| 1995                             | Intertotó-kupa      | 10-es csoport | Törökország | Bursaspor        | 0-2   |        |
| 1995                             | Intertotó-kupa      | 10-es csoport | Szlovákia   | FC Košice        |       | 2-3    |
| 1995                             | Intertotó-kupa      | 10-es csoport | ENG         | Wimbledon FC     | 3-0   |        |
| 1996                             | Intertotó-kupa      | 4-es csoport  | DEN         | Silkeborg IF     | 2-4   |        |
| 1996                             | Intertotó-kupa      | 4-es csoport  | Wales       | Conwy United FC  |       | 0-0    |
| 1996                             | Intertotó-kupa      | 4-es csoport  | POL         | Zaglebie Lubin   | 0-0   |        |
| 1996                             | Intertotó-kupa      | 4-es csoport  | Ausztria    | SV Ried          |       | 3-1    |
| 2005                             | Intertotó-kupa      | 2.            | Finnország  | Tampere United   | 0-0   | 0-1    |